# Wielki skok na pociąg
Wielki skok na pociąg (ang. The Great Train Robbery) to powieść historyczna z 1975 roku napisana przez Michaela Crichtona. 
Jest to opowieść o wielkim rozboju z dnia 22 maja 1855 r., kradzieży złota, która ma miejsce w pociągu przemierzającym Anglię epoki wiktoriańskiej. 
Powieść została zekranizowana w 1979 roku i zatytułowana Wielki napad na pociąg. Reżyserii podjął się sam Crichton. A w rolach głównych wystąpili m.in. Sean Connery, Donald Sutherland i Lesley-Anne Down.